# Col Needham
Colin Needham (n. Mánchester, Reino Unido, 26 de enero de 1967) es un informático teórico y empresario británico, fue el creador de IMDb (Internet Movie dabatase) y su director desde la compra de esta por Amazon en 1998.

## Carrera
Colin Needham empezó IMDb en 1990 mientras trabajaba como ingeniero en Bristol para Hewlett-Packard (HP). El sitio web era inicialmente una base de datos de películas personal. Siguió añadiendo información a este primitivo IMDb incluyendo cada película que había visto desde que tenía 13 años, y con ayuda de varios voluntarios, IMDb creció rápidamente.
En el verano de 1996, gracias a la primera campaña de publicidad de una película realizado en IMDb (para Independence Day), Needham dejó HP para trabajar en IMDb a tiempo completo a cambio de un sueldo.
En 1999 recibió dos Webby Awards por IMDb.